# Препроцесор C
Препроцесор С/С++ — програмний інструмент, який використовується в мовах програмування C та C++, препроцесор, що змінює код програми для подальшої компіляції й збірки.
Мова препроцесора C/C++ не є повною за Тюрінгом хоча б тому, що за допомогою директив неможливо змусити препроцесор «зависнути».

## Директиви
Директивою препроцесора називається рядок у коді, який має такий вигляд #ключове_слово параметри. Є чітко визначений список ключових слів:
- define — Задає макровизначення (макроси) або константу
- undef — Скасовує попереднє визначення
- include — Вставляє текст з зазначеного файлу (імпортує)
- if — Здійснює умовну компіляцію при істинності константного виразу
- ifdef — Здійснює умовну компіляцію, якщо константа визначена
- ifndef — Здійснює умовну компіляцію при невизначеності константи
- else — Гілка умовної компіляції при хибності висловлювання
- elif — Гілка умовної компіляції, утворена злиттям else та if
- endif — Кінець гілки умовної компіляції
- line — Препроцесор змінює номер поточного рядка й ім'я файлу для компіляції
- error — Висвітлення повідомлення з зупинки компіляції
- pragma — Дію, що залежить від конкретної реалізації компілятора
- warning — Висвітлення повідомлення без зупинки компіляції
- порожнє слово — пуста дія

## Опис директив

### Константи та макроси #define
Константи та макроси препроцесора використовуються для визначення невеликих фрагментів коду. Зазвичай константи визначаються за допомогою великих літер.
```
// константа

#define BUFFER_SIZE 1024

#define PI 3.14

// макрос

#define NUMBER_OF_ARRAY_ITEMS(array) (sizeof(array)/sizeof(*(array)))

```

Кожна константа і кожен макрос замінюються відповідним їм визначенням. Макроси мають параметри, схожі на функції, використовуються для зменшення коду.
Приклад визначення макроса max, який приймає два аргументи: a і b та повертає більше з двох число:
```
#define max( a, b ) ( (a) > (b) ? (a) : (b) )

```

Макрос викликається як звичайна функція:
```
z
 
=
 
max
(
x
,
 
y
);

```

Після заміни макроса код виглядатиме так:
```
z
 
=
 
((
x
)
 
>
 
(
y
)
 
?
 
(
x
)
 
:
 
(
y
));

```

### Директива#include
При виявленні директив #include "..."  або #include <...>, де «…» — ім'я файлу, препроцесор читає вміст зазначеного файлу, виконує директиви й заміни (підставлення).
Для #include "..."пошук файлу виконується в цій теці й теках, зазначених в командному рядку компілятора. Для #include <...> пошук файлу виконується в теках, що містять файли стандартної бібліотеки (шлях до цих тек залежать від компілятора).
Файли, що включаються зазвичай містять:
- оголошення функцій;
- оголошення глобальних змінних;
- визначення інтерфейсів;
- визначення типів даних;
- структури
- та інше.

Директива #includeзазвичай вказується на початку файлу (в заголовку), тому включаються файли називаються заголовками.

Приклад включення файлів зі стандартної бібліотеки мови C:
```
#include
 
<math.h>
 // імпортування математичних функцій(стандартна бібліотека)

#include
 
<foo.h>
 // імпортування файлу не зі стандартної бібліотеки

```

Використання препроцесора вважається неефективним з наступних причин:
- кожен раз при включенні файлів виконуються директиви й заміни (підставляння); компілятор міг би зберігати результати препроцесорування для використання в майбутньому;
- множинні включення одного файлу доводиться запобігати вручну за допомогою директив умовної компіляції; компілятор міг би виконувати цю задачу самостійно.

Починаючи з 1970-х років стали з'являтися способи, якими замінено включення файлів. У мовах Java і Common Lisp використовуються пакети (ключове слово package) (див. Package в Java), в мові Паскаль — англ.  units (ключові слова unitі uses), у мовах Modula, OCaml, D, Haskell і Python — модулі. Використовуються ключові слова moduleі import.